# Туризм у Казахстані
Сьогодні туризм у Казахстані не є основною складовою економіки. Станом на 2014 рік, туризм становив лише 0,3 % валового внутрішнього продукту.

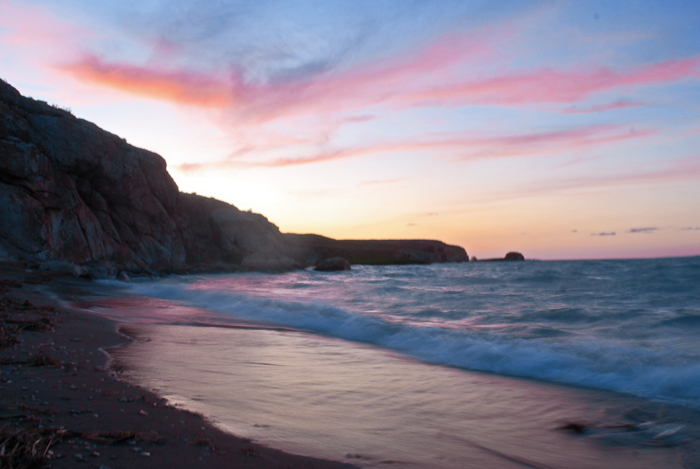
Озеро Балхаш

У 2000 році Казахстан відвідало 1,47 млн іноземних туристів. До 2012 року їх кількість зросла до 4,81 мільйона, що ставить країну на 51 місце серед усіх країн за кількістю відвідувань туристами. У світовій пресі, туристична галузь в країні описується як недостатньо розвинена, незважаючи на вражаючі природні пам'ятки. Країна успадкувала культуру стародавнього Шовкового шляху, кочовий спосіб життя, який мав великий вплив на її становлення. Ця суміш відрізняє Казахстан від будь-якої іншої країни регіону та світу. Та все ж, серед чинників, що перешкоджають притоку туристів, визначають погане обслуговування і труднощі логістики.

## Управління туризмом
Комітет індустрії туризму є частиною Міністерства культури та спорту. Основним завданням Комітету є формування та реалізація туристичної політики. Комітет підтримується АТ «Казахський туризм» , національною туристичною організацією, відповідальною за міжнародне просування туризму в Казахстані. Kazakh Tourism JCS також відповідає за виявлення та проведення переговорів з потенційними інвесторами з метою залучення їх до участі в інвестиційних проектах, співпрацю з міжнародними та іноземними організаціями та просування туристичного бренду та продуктів країни на міжнародному та внутрішньому ринках. Додаткові обов'язки включають підвищення кваліфікації спеціалістів туристичної діяльності, участь в управлінні пріоритетними туристичними територіями.

## Урядова ініціатива
Уряд Казахстану розпочав ініціативу під назвою «План розвитку індустрії туризму 2020». Ця ініціатива спрямована на створення п'яти туристичних кластерів у Казахстані: місто Астана, місто Алмати, Східно-Казахстанського, Південно-Казахстанського та Західно-Казахстанського районів. Він також прагне інвестувати 4 мільярди доларів і створити 300 000 нових робочих місць в туристичній галузі до 2020 року.
У травні 1999 року, за згодою президента Казахстану Нурсултана Назарбаєва, була заснована Асоціація туризму Казахстану (президент — Роза Асанбаєва). АТК — некомерційна неурядова організація, в яку входять наступні представники: Казахстанська асоціація готелів та ресторанів, комп'ютерні системи бронювання Amadeus, туроператори, страхові компанії, авіакомпанії, університети та засоби масової інформації. Основна мета асоціації — захист інтересів понад 400 членів шляхом лобіювання уряду та сприяння розвитку туризму в національній економіці.
Після виходу фільму Борат у 2006 році, кількість туристів, що відвідали Казахстан, значно зросла.

## Візова політика республіки
Уряд Казахстану надає 90 днів безвізового режиму для громадян Вірменії, Білорусі, Грузії, Киргизстану, Молдови, Монголії, Росії, Китаю та України, а також 30-денний безвіз для туристів з Аргентини, Азербайджану, Сербії, Республіки Корея, Таджикистану, Туреччини та Узбекистану.

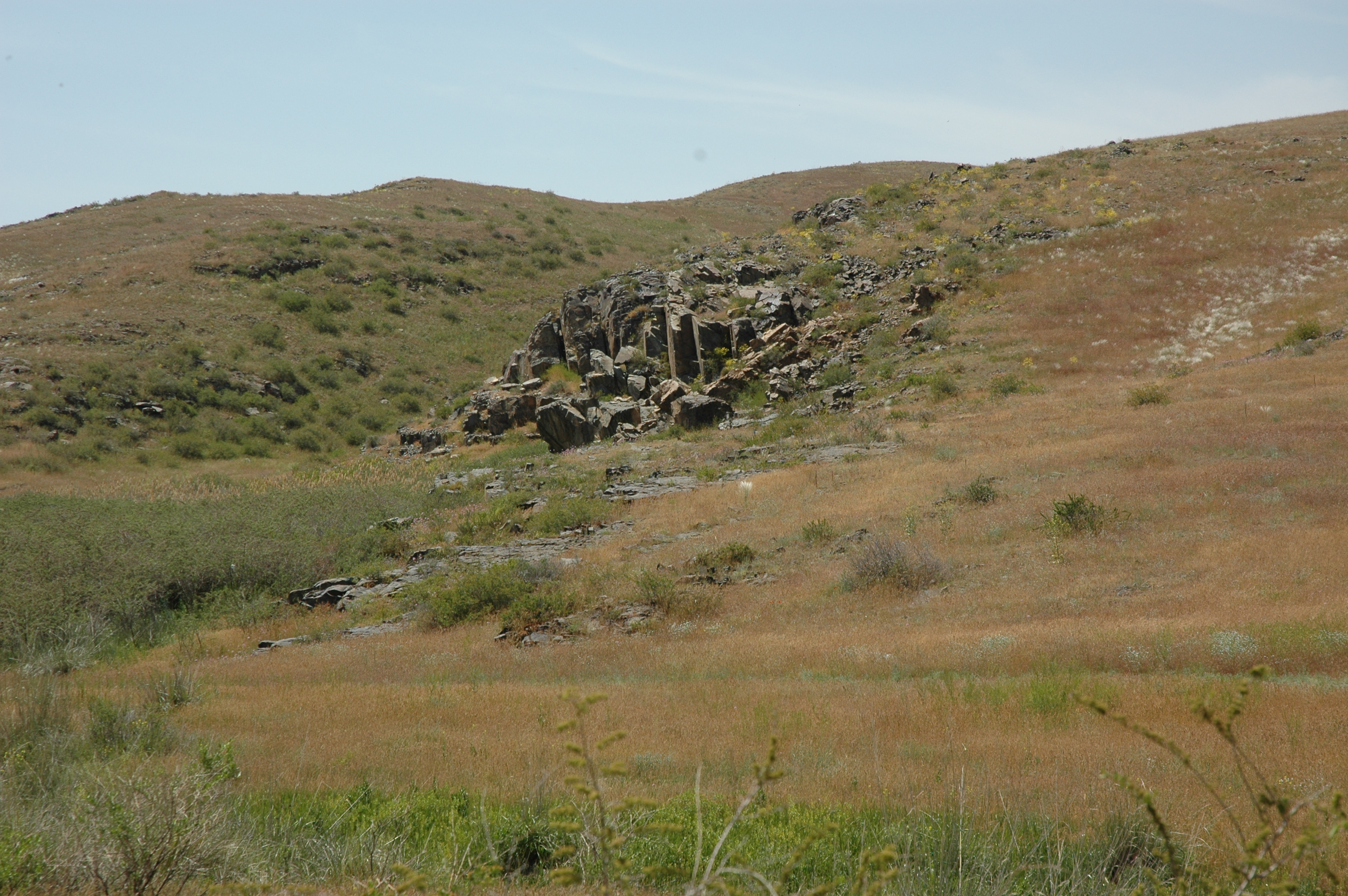
Тагмали

У 2014 році крана запустила програму з надання 15-денного безвізового режиму для країн, які найбільше інвестували в економіку Казахстану. Цими країнами були Велика Британія, Німеччина, Італія, Малайзія, Нідерланди, США, Франція і Японія. У 2015 році число країн-учасників програми збільшилася до 19. Сюди потрапили Австралія, Бельгія, Угорщина, Іспанія, Монако, Норвегія, Об'єднані Арабські Емірати, Сінгапур, Швеція, Швейцарія, а також Фінляндія.

## Визначні пам'ятки

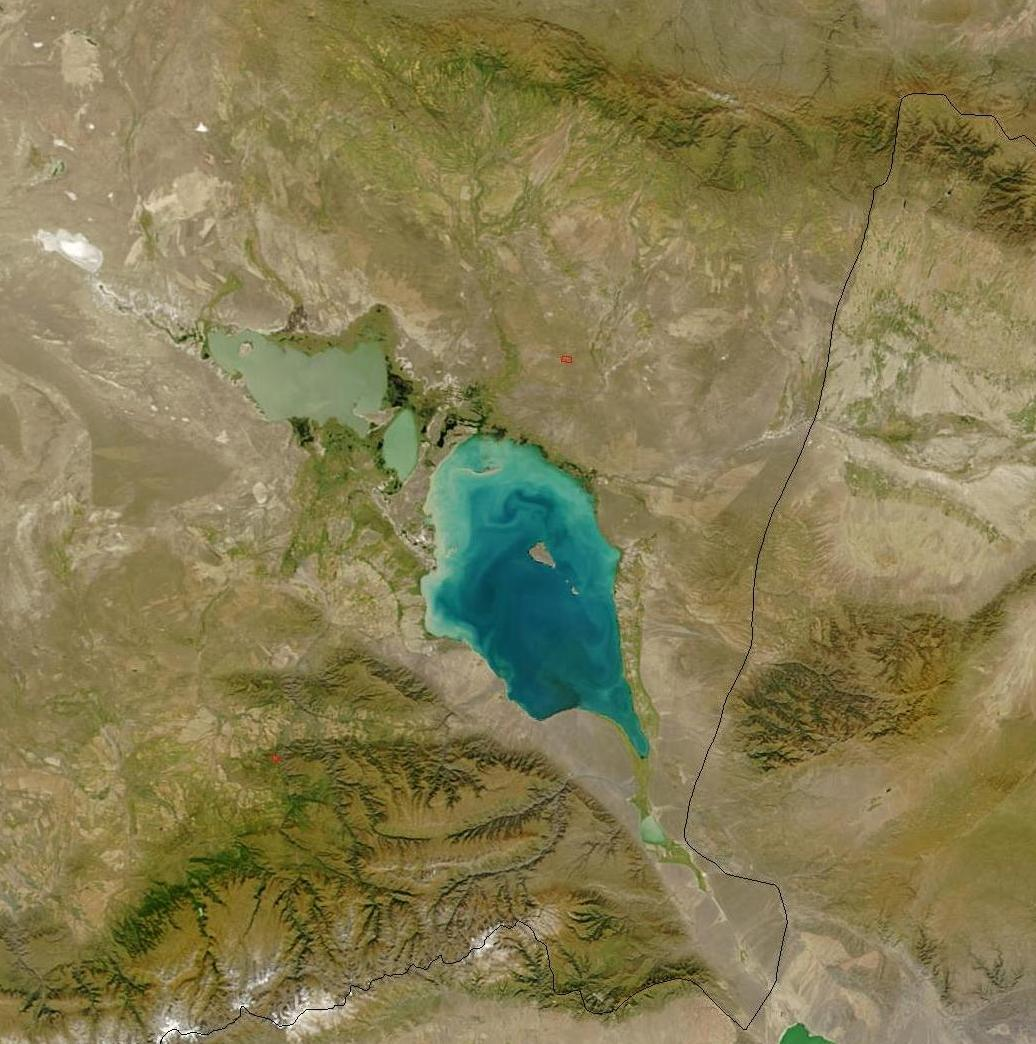

На 2020 рік в Казахстані є п'ять об'єктів, що входять до списку Всесвітньої спадщини ЮНЕСКО, три з яких мають культурне, а ще два об'єкти — природне значення. Це мавзолей Ходжі Ахмеда Ясави, археологічний ландшафт Тамгали, Шовковий шлях: мережа маршрутів Чан'ань-Тянь-Шанського коридору і Сариарка — степи і озера Північного Казахстану. Кандидатами на занесення до списку Всесвітньої спадщини, є ще 13 об'єктів Казахстану.

## Найпоширеніші види туризму в Казахстані
В Казахстані розвинуті різні види туризму, враховуючи різноманітні природні, культурні та історичні багатства країни. Деякі з основних видів туризму, які є популярними в Казахстані, включають:
1. Природний туризм:
  - Казахстан славиться своєю величезною та різноманітною природою, включаючи степи, пустелі, гори, озера та річки. Туристи приїжджають для відвідування природних резерватів, національних парків, гірських курортів та інших природних об'єктів.
2. Етнічний туризм:
  - Казахстан має різноманітні етнічні групи, і туристи можуть долучитися до вивчення традицій казахського народу, його культури, мови та звичаїв. Етнічні фестивалі, майстер-класи та відвідування традиційних селищ є популярними серед туристів.
3. Культурний туризм:
  - Міста, такі як Алмати та Нур-Султан, вражають своєю сучасною архітектурою, музеями, театрами та іншими культурними об'єктами. Тут можна оглядати виставки сучасного мистецтва, відвідувати історичні пам'ятки і насолоджуватися міським життям.
4. Релігійний туризм:
  - Казахстан має численні історичні релігійні об'єкти, такі як мечеті, церкви, синагоги та інші святині. Туристи можуть відвідати місця, пов'язані з різними релігійними традиціями.
5. Пустельний туризм:
  - Частина Казахстану покрита пустелями, такими як Чарінська та Кизылкум. Туристи приїжджають для вивчення унікальної пустельної флори та фауни, а також для переживання пустельного клімату.

Чинники, що сприяють розвитку туризму в Казахстані, включають в себе збереження природи, розвиток туристичної інфраструктури, сприяння культурному обміну та активна маркетингова кампанія для просування туристичного потенціалу країни.

## Туристичні об'єкти
В Казахстані існують численні цікаві туристичні об'єкти, які привертають туристів. Деякі з найбільш популярних місць відвідання включають:
- Алаколь (Різнокольорове озеро) — одне з найрідкісніших озер в Казахстані. Воно розташоване в південно-східній частині республіки, на кордоні з Китаєм. Озеро Алаколь — найбільше озеро в ланцюзі озер Алаколь. Воно унікальне в своїй красі. Озеро розташоване на висоті 347 метрів над рівнем моря. У довжину озеро сягає 104 км, а у ширину — 52 км.
- На території східного Казахстану розташовані Алтайські гори.[4]
- Туристична перевага центрального району Казахстану — заповідна зона одного з найбільших озер у світі — озера Балхаш, оточеного наявними і мальовничими гірськими та лісовими масивами. В околицях Балхаша дуже багато цікавих незабутніх місць, які є археологічними та етнографічними об'єктами.
- Північну територію Казахстану, вважають північними воротами країни. Тут на туристів чекають незабутні пейзажі гір Кокшетау, ліси і озера, розташовані на території національного заповідника «Бурабай», екзотичні печери Баянали на півдні, багатство флори і фауни заповідника «Коргалджін»
- Саме у західній частині Казахстану проходив Великий Шовковий Шлях протягом 2000 років. Також, розташоване в 18 км від Шетпе, територія Акмиш, зачаровує туристів не тільки своєю красою, а й наявністю історичних ділянок стародавнього Казіл-Кала («червона фортеця»). Через три кілометри від Акмишсая, погляду туристів постають мальовничі каньйони Сама і Сазанбай.[5]

- Алмати - найбільше місто Казахстану, де туристи можуть насолоджуватися сучасною архітектурою, великими парками, музеями та ринками.

- Чарінський каньйон - один з найбільших каньйонів в світі, з унікальною красою природи.

- Медеу - гірський курорт, відомий своєю катальнею, яка розташована на висоті більше 1,600 метрів над рівнем моря[6].
- Байконур - космічний космодром, звідки стартують ракети для космічних польотів.
- Щучинск - озеро в Алматинській області, популярне місце для відпочинку на природі.
- Боровое - регіон озер і лісів, відомий своєю природною красою та курортами.
- Мангистау - регіон на південному заході Казахстану, де можна відвідати унікальні прибережні формації та археологічні пам'ятки.
- Казахський Алатау - гірський ланцюг на південному сході країни, який пропонує велику кількість мальовничих місць для туристів та альпіністів.
- Көктөбе - вершина гори в Алматинській області, яка пропонує красивий краєвид на навколишні гори та долини.
- Шардара - регіон підніжжя гір Тянь-Шань, де туристи можуть відвідати Шардаринське озеро та інші природні об'єкти[7].

## Корисна інформація
З давніх давен найбільш характерною рисою казахського народу була гостинність. Дорогого гостя привітно зустрічали, усаджували на найпочесніше місце, пригощали кращим, що було в будинку.
М'ясо — основа більшості страв. Делікатесні м'ясні вироби — кази, чужук, жав, жая і карта — готують з конини. У традиційній казахській кухні перевага завжди віддається вариву.
Широко використовуються молоко і кисло-молочні продукты. Кумис, шубат і айран легко зберігати в умовах кочового життя. Хліб випікається у вигляді коржиків, улюблений виріб з тіста — баурсаки, найпопулярніший напій — чай з молоком.
Будь-яке гуляння в казахській сім'ї зазвичай починається з молочних напоїв — кумису, шубата або айрану, потім подається чай з молоком, баурсаками, родзинками, ірімшиком, куртом. Після цього наступає черга холодних закусок з конини — казы, чужук, жав, жая, карта. Єдина гаряча закуска в казахській кухні — куирдак. Та все ж найулюбленішим блюдом був і є бешбармак, або м'ясо по-казахськи. Бешбармак так само популярний у казахів, як пельмені у російського народу і плов у узбеків. В кінці трапези випивається кумис, за яким знову подають чай.

## Діловий туризм
Геополітичне положення і природно-сировинні ресурси сприяють збільшенню кількості бізнес-туристів, що приїжджають в Казахстан з питань бізнесу та участі в міжнародних конференціях, форумах. Збільшення кількості поїздок матиме позитивний вплив на зростання обсягу продажів у туризмі Казахстану. Зростання кількості відвідувачів потребують, у свою чергу, створення 150 000 нових додаткових робочих місць, як в туризмі, так і в супутніх йому галузях, для задоволення потреб та створення сприятливих умов для потенційних туристів в місцях їх перебування.
За рахунок зростання ділової активності спостерігався невеликий підйом туристичної діяльності в порівнянні з попередніми роками в Акмолинській, Атирауській, Західноказахстанській і Костанайській областях, які не є традиційними центрами туризму в Казахстані. В останні роки причиною розвитку в'їзного, виїзного та внутрішнього туризму в зазначених регіонах є бізнес.
Іншою характерною рисою казахстанського туризму є великий дисбаланс виїзного туризму і в'їзного, при цьому в абсолютній більшості у в'їзному туризмі переважають ділові поїздки іноземних громадян в республіку, ніж відпочиваючі туристи. Точної статистики з цього питання немає, але за попередніми оцінками ця цифра становить 9:1. 
Однією з проблем розвитку ділового туризму в Казахстані і взагалі в Центральній Азії є відсутність загальновизнаного поняття ділового туризму, політики компаній з цього напрямку і кадрів, відповідальних за діловий туризм. Багато компаній все ще не розуміють значимість планування та оптимізації витрат на діловий туризм. Приміром, глобальна система бронювання Abacus провела в 2013-му році дослідження серед 500 компаній Казахстану. В результаті досліджень з'ясувалося, що питаннями планування ділових поїздок в 28% займаються секретарі, глави департаментів у 19%, координатори бізнес поїздок в 15%, керівники компаній в 12%, маркетинговий департамент в 6%, фінансовий департамент в 3%, HR в 1 %, інші співробітники в 15% випадків. Отже, тільки в 15% компаній є координатори бізнес поїздок, відповідальні за організацію відряджень. Звідси висновок напрошується сам, а разом з нею і проблема – відсталість місцевого ринку і непорозуміння ринку ділового туризму. Компанії, які часто відправляють співробітників у відрядження, звертають недостатню увагу цій сфері і не розвивають її, тобто не зовсім розуміють, яким чином можна заощадити на бізнес-поїздках, а значить і принести прибуток компанії. Більшість компаній не вкладають кошти в розвиток ділових поїздок, категорію адміністративних витрат, якою також можна ефективно управляти, як закупівлями канцтоварів, транспорту, логістики, витратних матеріалів та інших послуг, що допомагають вести ефективний бізнес.